# Cristo Carregando a Cruz (Bosch, Ghent)
Cristo Carregando a Cruz é uma pintura atribuída Hieronymus Bosch e seguidores. Foi pintado no início do século XVI, presumivelmente entre 1510 e 1535. A obra está alojada no Museu de Belas Artes de Ghent, Bélgica. A pintura é notável por seu uso de caricatura para fornecer rostos de aparência grotesca em torno de Jesus Cristo.

## Temática
Jesus carregando a cruz a caminho da sua crucificação é um episódio da vida de Jesus relatado nos quatro evangelhos canônicos e um tema muito comum na arte cristã, especialmente nas catorze estações da cruz, conjuntos que atualmente se encontram em praticamente todas as igrejas católicas. Porém, o tema aparece também em outros contextos, incluindo obras singulares e ciclos da Vida de Cristo ou da Paixão de Cristo. Outros nomes são Procissão ao Calvário e Caminho do Calvário, sendo que Calvário ou Gólgota se referem ao local da crucificação, fora de Jerusalém. A verdadeira rota seguida é comumente chamada de Via Dolorosa em Jerusalém, embora o caminho específico tenha variado ao longo dos séculos e continue sendo tema de debates.